# رجيم دوكان

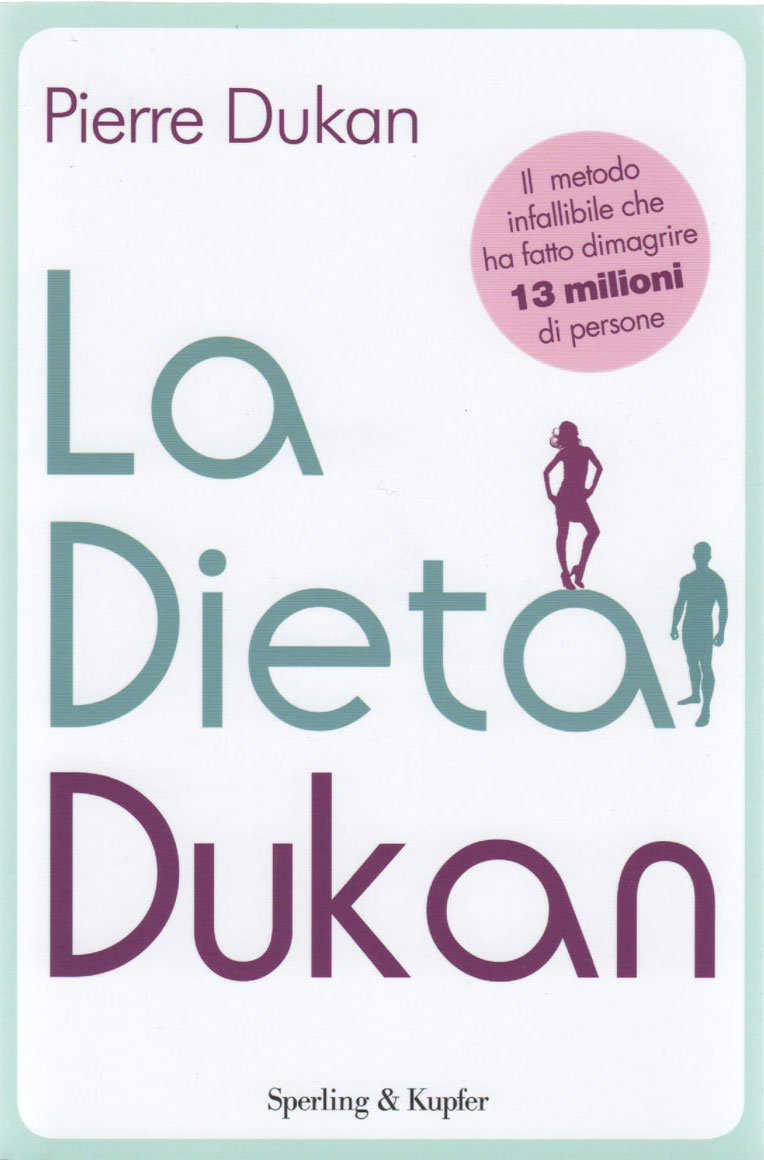

يعرف رجيم دوكان ، والمعرف أيضا برجيم الأميرة، بالرجيم الفرنسي. يقوم على أساس تناول بروتين. وضعه دكتور ببير دوكان. مع أن الرجيم بدأ منذ 30 عاماً إلا أنه اشتهر بعد أن نشر كتابه رجيم دوكان والذي بيع منه 10 ملايين نسخة. ولم يترك الكتاب أي انطباع أو تأثير واسع حتى تزوج الأمير وليام بكيت ميدلتون، وعرف بأنها تتبع رجيم دوكان.

## مراحل الرجيم
يتكون الرجيم من 4 مراحل، مرحلة الهجوم (لمدة وسطية خمسة أيام). ومرحلة العبور (لمدة وسطية أسبوع واحد لكل كيلو من الوزن الزائد المفقود)، مرحلة التثبيت للوزن المفقود لمدة وسطية عشرة أيام لكل كيلو غرام مفقود ومرحلة الاستقرار لمدة يوم واحد في الأسبوع مدى الحياة 
1- مرحلة الهجوم: 
حيث تكون هذه المرحلة مدتها 2-7 أيام وينقص وزن الشخص فيها حوالي 2-3 كجم ويتم أكل أي كمية من البروتين منخفض الدسم من بين 68 غذاء بروتينياً. مع تناول 1.5 ملعقة من نخالة الشوفان وشرب 1.5 لتر ماء.
2- مرحلة العبور:
يتم انقاص الوزن تدريجيا في هذه المرحلة ويستهدف فيها إنقاص كيلو واحد كل أسبوع، وعليه فإنه لإنقاص 25 كجم يجب الاستمرار على هذه المرحلة 25 أسبوعاً. ويتم تناول البروتنيات مع الخضروات غير النشوية.
3- مرحلة التأقلم:
حيث يأكل الشخص أي كميات من الخضروات غير النشوية مع البروتين منخفض الدسم مع قطعة فاكهة قليلة السكر وتناول وجبة أو وجبتين كما تريد كل أسبوع.
4- مرحلة التثبيت:
يخصص في هذه المرحلة يوم لتناول البروتين فقط وتناول نخالة الشوفان يومياً والسير 20 دقيقة يومياً

## ريجيم مشابه
- رجيم اتكنز إلا أن رجيم دوكان يحتوى على دسم أقل و شرط إضافة نخالة الشوفان في النظام الغذائي [3]

## روابط خارجية
- - رجيم دوكان
- وصفات اكلات دايت دوكان جديدة
- وصفات تناسب أنظمة الرجيم
- [https://web.archive.org/web/20161123021721/http://www.xn--lgbbz3e9a.net/2014/07/Dukan-diet-for-weight-loss-in-detail.html حمية دوكان بالتفصيل - دوكان دايت - رجيم دوكان
- - حبوب سليمنج

- اضرار رجيم دوكان]